# Pseudemys peninsularis
Pseudemys peninsularis (лат.) — вид пресмыкающихся из семейства американских пресноводных черепах (Emydidae).

## Описание

### Внешний вид
Крупная черепаха, длина карапакса до 38—40,3 см. Карапакс удлиненный и выпуклый, со слабо зазубренным задним краем, от коричневого до оливково-чёрного цвета с жёлтым рисунком. Пластрон жёлтый, без рисунка. На нижнекраевых щитках имеются округлые тёмные пятна, иногда со светлым центром. Голова среднего размера со слегка выступающей мордой. Медиальная выемка и клювообразные выступы на верхней челюсти отсутствуют. Края челюстей гладкие или слабо зазубренные. Голова, шея, конечности и хвост обычно чёрные с жёлтыми или кремовыми полосами. Иногда по бокам головы проходят розоватые продольные полосы.
Самцы мельче самок. Они имеют увеличенные когти на передних лапах и длинный, толстый хвост. Отверстие клоаки у самцов располагается дальше уровня края карапакса, а панцирь более уплощенный.
Pseudemys peninsularis — близкий родственник Pseudemys nelsoni, на которую внешне очень похожа. Оба вида встречаются в одних и тех же местах и часто вместе греются на солнце. Pseudemys nelsoni отличается красноватой окраской пластрона и двумя выступами на верхней челюсти.

### Образ жизни
Этот вид встречается в стоячих и медленно текущих водоемах с илистым дном, обильной водной растительностью и множеством выступающих из воды предметов, которые черепахи используют для баскинга: в больших болотах, озерах, каналах, а также в глубоких чистых ручьях и реках. Активны черепахи в течение всего года. В течение дня большую часть времени проводят, греясь на солнце на выступающих из воды корягах и других предметах.

### Питание
Взрослые черепахи в основном растительноядные, они поедают разнообразные водные растения, в том числе водоросли, роголистник (Ceratophyllum), эгерию (Egeria), гидриллу (Hydrilla), ряску (Lemna), лептодикций (Leptodictyum), перистолистник (Myriophyllum), наяду (Najas), стрелолист (Sagittaria) и валлиснерию (Vallisneria). Молодые черепахи поедают и животные корма (мелких рыб и водных насекомых), но с возрастом становятся все более растительноядными.

### Размножение
Репродуктивная активность наблюдается в течение всего года (в спячку этот вид не впадает). Откладка яиц также происходит в течение всего года, но особенно часто поздней осенью, зимой и ранней весной. Кувшинообразное гнездо выкапывается задними лапами в рыхлой почве на открытых местах. Одна или несколько дополнительных полостей, содержащих 1—2 яйца, обычно выкапываются в 5,0—7,5 см от основной камеры гнезда.
Кладка обычно содержит около 20 яиц, но известны кладки, содержащие от 10 до 29 яиц. Яйца покрыты известковой скорлупой, эллипсовидные, белые, с грубой зернистой поверхностью. Их размеры: в среднем 25 мм (20—27) в ширину и 34 мм (29,0—40,5) в длину. Инкубация в природе длится 80—150 дней, в зависимости от температуры почвы. Длина карапакса новорожденных черепах 24—27 мм, они окрашены более ярко, чем взрослые, и имеют на карапаксе хорошо выраженный медиальный киль.

## Ареал
Pseudemys peninsularis распространена от округов Леви, Путнэм, Сент-Джонс и Алачуэй на юг на всем протяжении полуострова Флорида.

## Содержание в неволе
Pseudemys peninsularis довольно часто содержится в неволе. Для этой цели около 60 % поступающих в зооторговлю черепах отлавливается в природе и около 40 % разводится в неволе.

## Систематика
Таксономия рода украшенных черепах (Pseudemys) довольно запутана, и Pseudemys peninsularis иногда упоминается как подвид Pseudemys floridana peninsularis Carr, 1938. Ранг был поднят до видового в результате ревизии рода.